# Lionello Quaglia
Lionello Giuseppe Bernardo Quaglia, chiamato Nello (Novara, 25 giugno 1895 – Novara, 16 ottobre 1962), è stato un calciatore italiano, di ruolo centrocampista.

## Carriera
Giocò due campionati nel Novara, con 6 presenze in Prima Divisione.

## Dopo il ritiro
Appese la scarpe al chiodo, Quaglia ha gestito per molti anni un elegante negozio di abbigliamento.